# کریستین پیترسون
کریستین پیترسون (انگلیسی: Kristine Peterson) یک کارگردان و دستیار کارگردان اهل ایالات متحده آمریکا است.

## فیلمشناسی (به عنوان کارگردان)
- رویاهای مرگبار (فیلم ۱۹۸۸)
- شیمی بدن (فیلم ۱۹۹۰)
- مخلوقات ۳ (۱۹۹۱)
- پایین ترین سطح (فیلم ۱۹۹۱)
- حقیقت سخت (۱۹۹۴)
- کیک‌بوکسور ۵ (۱۹۹۵)
- بردگانی در زیر زمین (فیلم ۱۹۹۷)